# Cyganek (przystanek kolejowy)
Cyganek – wąskotorowy przystanek osobowy znajdujący się we wsi Cyganek w gminie Nowy Dwór Gdański, w powiecie nowodworskim, w województwie pomorskim. Położony jest na linii kolejowej ze Stegny Gdańskiej do Nowego Dworu Gdańskiego Wąskotorowego. Odcinek do Nowego Dworu Gdańskiego Wąskotorowego został otwarty w 1906 roku.